# Eugenio Alafaci
Eugenio Alafaci (Carnago, Italia, 9 de agosto de 1990) es un ciclista italiano que fue profesional entre 2012 y 2019. 
Durante su primer año como profesional en el equipo Leopard-Trek Continental, Eugenio Alafaci acumuló numerosos puestos de honor lo que le valió para que el equipo Trek Factory Racing le fichase de cara a la temporada 2014.
En octubre de 2019 anunció su retirada con 29 años de edad debido a problemas en la arteria ilíaca.

## Palmarés
2013
- Omloop der Kempen

## Resultados en Grandes Vueltas
Durante su carrera deportiva consiguió los siguientes puestos en las Grandes Vueltas:
| Carrera | Carrera         | 2012 | 2013 | 2014  | 2015  | 2016  | 2017  | 2018 | 2019 |
| ------- | --------------- | ---- | ---- | ----- | ----- | ----- | ----- | ---- | ---- |
|         | Giro de Italia  | —    | —    | 151.º | 141.º | 105.º | 146.º | —    | —    |
|         | Tour de Francia | —    | —    | —     | —     | —     | —     | —    | —    |
|         | Vuelta a España | —    | —    | —     | —     | —     | —     | —    | —    |

—: no participa

Ab.: abandono

## Equipos
- Leopard-Trek Continental (2012-2013)
- Trek (2014-2018)
  - Trek Factory Racing (2014-2015)
  - Trek-Segafredo (2016-2018)
- EvoPro Racing[2] (2019)